# Mecànic Futbol Club
El Mecànic Futbol Club (originalment dit Mecánico Football Club) va ser un club de futbol de Palma (Mallorca, Illes Balears). Fou un dels primers conjunts fundats per les classes treballadores de la ciutat. Va existir des de aproximadament devers març de l'any 1920 fins al 20 de novembre del mateix any quan es va fusionar amb el Mallorca Futbol Club per formar el Balears Futbol Club. És un dels més antics antecedents de l'actual Club Esportiu Atlètic Balears.

## Història
El 3 d'abril del 1920 va aparéixer en el diari Última Hora un article sobre la fundació de nous equips a Palma, fins llavors fundats per estaments socials mitjans i alts de la ciutat. En el text destacava la següent frase: 
| « | En los talleres de la Isleña tengo noticias que se hacen preparativos para formar un team. | » |

Això volia dir que, per primera vegada, un conjunt d'extracció obrera formava un equip de futbol a càrrec dels treballadors de la companyia naviliera Isleña Marítima, tot i que també hi participaren maquinistes naviliers en pràctiques o estudiants d'aquesta carrera. Aquest nou conjunt adoptà el nom de Mecànic.
La seva camiseta agafà els colors de la Isleña Marítima: tres franges blanques sobre fons blau, inspirades en les inicials I-M sobre blau, pintades les xemeneies dels vapors de la companyia. Mentrestant els calçons eren blaus en aprofitar, degudament retallats, les granotes velles dels treballadors de la companyia. A més, sengles colors també representaven els colors del cel i de la mar.
La infraestructura de l'equip era molt escassa, donat el seu origen humil i manca de recursos. El local social estava situat en el cafè Can Rasca del carrer de Sant Miquel núm. 67 (abans 187), cantonada amb el carrer Oms de la mateixa ciutat. Estava mancat de camp i jugava a una esplanada del Moll Vell, aproximadament on estaven situades les antigues oficines de la Isleña Marítima.
El primer partit registrat del Mecànic es va jugar el 25 d'abril del 1920 a l'entrepista del Velòdrom del Tirador, propietat de la societat ciclista Veloz Sport Balear, contra el Foneria Carbonell, un altre club d'extracció obrera. El club va participar en les competicions habituals d'aquells anys, presidides per l'amateurisme i la improvisació.
El club va fusionar-se amb el Foneria Carbonell (llavors rebatejat com a Mallorca i sense cap relació amb l'actual Reial Mallorca). Aquest club fou expulsat del seu local i va reallotjar-se a Can Rasca on va coincidir amb els seguidors del Mecànic. Degut a la comuna extracció obrera de jugadors i aficions aviat hagué sintonia entre sengles entitats i decidiren unir les seves forces per donar pas a un club més potent.
El 20 de novembre del 1920, en assemblea conjunta, es va produir la fusió de Mecànic i Mallorca amb el nom de Balears Futbol Club.
L'únic president del Mecànic fou Gabriel Cifre Borràs (1894-1993).